# Вишняк Ярослав Васильович
Яросла́в Васи́льович Вишня́к (* 22 липня 1982, Київ, УРСР, СРСР) — український футболіст, півзахисник. По завершенні кар'єри — тренер.

## Біографія
Ярослав Вишняк почав займатися футболом у команді «Рефрижератор» (Фастів). Згодом продовжив виступи на юнацькому рівні у київському ЦСКА. Закінчив дитячо-юнацьку школу «Динамо» (Київ).
У професіональному футболі дебютував 9 квітня 2000 року за кіровоградську «Зірку-2» в домашньому матчі проти СК «Херсон». З сезону 2000/01 виступав за основний склад «Зірки», в тому числі й у вищій лізі в сезоні сезону 2003/04. Після банкрутства команди перейшов до запорізького «Металурга», де провів тільки сезон і став одним з основних гравців команди. Наступні півтора року Вишняк виступав за луганську «Зорю» (Луганськ). Втім, у вересні[2006 року він висловив бажання залишити клуб. У січні 2007 року був на оглядинах у маріупольському «Іллічівці», але команді не підійшов.
За наступні три роки (2007—2009) Вишняк відіграв у п'ятьох різних клубах: першоліговому МФК «Миколаїв» навесні 2007 року, потім знову повернувся до вищої ліги, граючи за «Закарпаття». Весь 2008 рік грав у першій лізі у складі «Оболоні», але керівництво клубу вирішило не продовжувати з ним контракт, і навесні 2009 Ярослав Вишняк виступав за луцьку «Волинь».
У липні 2009 року перейшов до тернопільської «Ниви» і став капітаном команди. Але й за «Ниву» виступав недовго: вже у вересні відзаявлений зі складу команди.
Після «Ниви» виступав за команду «Інтер» з Фурсів Білоцерківського району. Від 2010 року грав за ФК «Путрівка», який виступає у чемпіонаті Київської області та кубку ААФУ, а у 2012—2013 роках був граючим тренером клубу. Одночасно виступав у чемпіонаті Васильківського району за команду «Салтік».
З 2014 року захищав кольори ковалівського «Колосу», спочатку на аматорському рівні, а потім і на професіональному. У 2018 завершив ігрову кар'єру та став помічником головного тренера у «Колосі».

## Кар'єра тренера
З 2018 року працював помічником головного тренера клубу «Колос» (Ковалівка) Руслана Костишина. На початку листопада 2021 року став в.о. головного тренера клубу. 28 листопада 2021 року призначений головним тренером «Колосу». За цей час він провів у керма команди 56 матчів у всіх турнірах, здобувши 16 перемог, 17 нічиїх та поступившись у 23 поєдинках. 28 квітня 2024 року після нічиєї 0:0 з «Олександрією» клуб оголосив про те, що Ярослав Вишняк покинув посаду головного тренера і став віцепрезидентом клубу.

## Досягнення
- Чемпіон Першої ліги України: 2002/2003, 2005/2006
- Бронзовий призер Першої ліги України: 2007/2008
- Срібний призер Чемпіонату України серед аматорів: 2011